# Madoryx bubastus
Madoryx bubastus là một loài bướm đêm thuộc họ Sphingidae. Loài này có ở Trung Mỹ (bao gồm Costa Rica và Guatemala) và Nam Mỹ, bao gồm 
Guyane thuộc Pháp và Venezuela phía nam đến ít nhất Bolivia và Argentina. 
Nó cũng có mặt ở México.
Sải cánh khoảng 92–120 mm.
Cá thể trưởng thành có lẽ mọc cánh quanh năm.
Ấu trùng được ghi nhận ăn các loài Guettarda macrosperma. 

## Phân loài
- Madoryx bubastus bubastus
- Madoryx bubastus butleri (Kirby, 1877) (Mexico, Guatemala và Belize)